# Frank Schreibmüller
Frank Schreibmüller (geboren 30. Juli 1983 in Leipzig) ist ein neofaschistischer deutscher Internetaktivist. Er nutzt die Pseudonyme „Frank aus Thüringen“ und „Frank der Reisende“.

## Leben
Schreibmüller ist technikaffin. Nach seiner Ausbildung zum Elektroinstallateur eröffnete er einen Computerladen. Später unterstützte er seine Mutter bei der Gastronomie in der 2012 erworbenen alte Bockmühle aus dem Jahr 1351 im Zeitzgrund bei Schleifreisen. 2019 wurde die Mühle zwangsversteigert.
Schreibmüller unterstützt mit technischen Kenntnissen intensiv die Vernetzung verschiedener Szenen im Internet, die gemeinsam auf einen irgendwie gearteten „Umsturz“ hinarbeiten. Dies fiel einem Datenanalysten von Anonleaks auf. Schreibmüller hat Verbindungen zu rechten Bürgerwehren, zu den Gelbwesten, zur QAnon-Szene, zum neonazistischen Dritten Weg, Organisatoren der Coronaleugner wie Michael Ballweg und zu Promis wie Xavier Naidoo. Er traf sich mehrfach mit Frank H., dem Anführer der Wodans Erben Germanien und zählte zusammen mit "Wodans Erben Germanien" zu den Eindringlingen in eine Münchner Asylbewerberunterkunft 2019. Um tausende Kanäle auf Telegram anzulegen, werden mehrere hundert SIM-Karten benötigt; Schreibmüller gab an, das erledige jemand anderes für ihn.
Stephan J. Kramer, Präsident des Thüringer Amtes für Verfassungsschutz, erklärte im April 2021 in einem Fernsehbeitrag des RBB-Magazins Kontraste: „‚Frank, der Reisende‘ ist uns seit einigen Jahren bekannt. Er hat seine Karriere begonnen, nach unserer Einschätzung, im Bereich der Reichsbürgerschaft. Und hat sich dann fortentwickelt. Nach den letzten Erkenntnissen muss ich davon ausgehen, dass er in der Zwischenzeit ein Rechtsextremist geworden ist.“ und „Das ist natürlich genau das, was diese Szene will, nämlich Brücken zu bauen in die Mitte der Gesellschaft, in das bürgerliche Milieu, was eben immer erfolgreicher funktioniert und damit natürlich die Gefährlichkeit noch größer macht.“ sowie „Hier zeigt sich sehr deutlich, dass wir Überschneidungen haben zwischen der Reichsbürger-Szene, und der Hardcore-Rechtsextremismus-Szene und jetzt, wie wir eben auch feststellen, mit der 'Querdenken'-Szene und der insgesamt aufgeheizten Anti-Corona-Lage.“
Seit Oktober 2020 wohnt Schreibmüller beim Unternehmer Alexander Ehrlich, einem führenden Aktivisten der österreichischen Anti-Covid-19-Massnahmen-Protestzene („Honk for Hope“). Am 10. August 2022 berichtete Der Standard über die Aktivitäten Schreibmüllers in Österreich unter der Überschrift "Telegram-Kanal von Rechtsextremisten mobilisiert gegen Van der Bellen".

## TV-Beitrag
- Radikalisierung auf Telegram - wer steckt dahinter?, ARD / RBB-Kontraste 15. April 2021